# Miss Sahhara
Miss Sahhara (estilizado como Miss saHHara) es una reina de belleza británica-nigeriana y defensora de los derechos humanos.
Con su participación en 2011 en Miss International Queen, un certamen de belleza en Pattaya para mujeres transgénero, Miss Sahhara se convirtió en la primera mujer trans de Nigeria en salir del armario en la prensa internacional. Posteriormente fundó una organización global noticias para la concienciazión transgénero llamada TransValid.

## Biografía
Miss Sahhara creció en un pequeño pueblo del norte de Nigeria. Su abuela, que la crio mientras su madre estaba en la universidad, la apoyó para que expresara su identidad de género, pero sus vecinos y otros miembros de la familia la apoyaron menos. Cuando era una adolescente que quería usar maquillaje, vestidos y tacones altos, fue intimidada en casa y en público por su expresión de género, sufriendo agresiones físicas y sexuales, acoso y amenazas de muerte. Sus tíos la golpearon y su iglesia le dijo que estaba poseída por espíritus malignos.
Después de dos intentos de suicidio cuando era adolescente y de ser encarcelada por su presentación de género en enero de 2004, Miss Sahhara decidió abandonar Nigeria o lograr suicidarse. Más tarde, en 2004, emigró a Londres, donde pudo conocer a otras mujeres transgénero, acceder a atención de afirmación de género y vivir abiertamente como mujer.
Miss Sahhara se graduó con una maestría en medios digitales de la Universidad Metropolitana de Londres en 2011.